# Пресека (община Кочани)
Вижте пояснителната страница за други значения на Пресека.
Пресека (на македонска литературна норма: Пресека) е село в източната част на Северна Македония, част от Община Кочани.

## География
Селото се намира на 25 километра северно от град Кочани в Осоговската планина.

## История
В XIX век Пресека е българско село в Кочанска кааза на Османската империя. Според статистиката на Васил Кънчов („Македония. Етнография и статистика“) от 1900 г. Прѣсѣка има 1200 жители българи християни и 30 цигани.
В началото на XX век населението на селото е под върховенството на Българската екзархия. По данни на секретаря на екзархията Димитър Мишев („La Macédoine et sa Population Chrétienne“) през 1905 година в Пресека (Presseka) има 1080 българи екзархисти.
При избухването на Балканската война в 1912 година 2 души от селото са доброволци в Македоно-одринското опълчение.
Селото пострадва по време на Междусъюзническата война. В Карнегиевата анкета Присека е посочено като едно от трите български села в Кочанско, опожарени от сърби.  След Междусъюзническата война в 1913 година селото попада в Сърбия.
По време на българското управление на Вардарска Македония през Първата световна война Пресека е част от Оризарска община в Кочанска околия на Щипски окръг и има 570 жители.
Църквата „Успение Богородично“ в Горна Пресека е от 1926 година.
На 15 декември 1923 година сръбските окупатори убиват 28-годишния Петър Георгиев, 35-годишния Тодор Георгиев, 40-годишния Смилко Клинчарски, 45-годишния Стоимен Калчинов и 28-годишния Спасе Клинчарски.
Според преброяване от 2002 в селото има 49 къщи, 33 домакинства и 68 жители.

## Личности
Родени в Пресека
- Гаврил Митов Спасов (1881 – 1947), български революционер, македоно-одрински опълченец
- Димитър Спирков, доброволец в четата на Иван Атанасов – Инджето през Сръбско-българската война в 1885 година[9]
- Илия (Ильо) Миладинов, македоно-одрински опълченец, 27-годишен, земеделец, неграмотен, четата на Симеон Георгиев, 4 рота на 14 воденска дружина, Сборна партизанска рота на МОО, носител на орден „За храброст“ IV степен;[10] в 1915 година е отново четник на Симеон Георгиев[11]
- Симеон Клинчарски (1866 – 1921), български революционер, войвода на ВМРО
- Стоян Пресечки, български революционер, деец на ВМРО[12]